# Congo (film)
Pour les articles homonymes, voir Congo.
Pour plus de détails, voir Fiche technique et Distribution.
Congo est un film américain réalisé par Frank Marshall et sorti en 1995. Le film est adapté du roman du même nom de Michael Crichton, publié en 1980, cependant, les évènements du film diffèrent du roman.

## Résumé
En Afrique de l'Est, des chercheurs travaillant pour la société de satellites TraviCom sont attaqués par de mystérieux agresseurs après avoir découvert des diamants dans les ruines d'une cité perdue. Le directeur Travis envoie alors son meilleur élément, Karen Ross, pour récupérer les pierres.
Au même moment, le professeur Peter Elliot mène des recherches sur Amy, une femelle gorille qui communique par langage des signes. Grâce à une technologie moderne, les gestes de l'animal sont « traduits » par un appareil vocal, ce qui lui permet de « dialoguer » avec les humains. Mais depuis quelque temps, Amy désire retourner dans la Nature. Peter et son ami Richard décident alors de la ramener dans sa région d’origine, au cœur des Monts Virunga. Un philanthrope roumain, Herkermer Homolka, propose de les financer et de les accompagner. En réalité, il veut profiter du voyage pour retrouver la légendaire cité de Zinj qui abriterait une mine de diamants d'une extraordinaire pureté. Karen Ross se joint à eux en payant le carburant à l'aéroport.
Arrivés en Afrique, ils passent à travers la guerre civile grâce à leur guide Monroe, également connu comme un vendeur d'armes. Parachutés dans la jungle, ils devront affronter de nombreux périls : serpents, sangsues, hippopotames, pluies torrentielles et indigènes… Pour finalement découvrir les mines de Zinj, gardée par une nouvelle espèce de gorille, tueuse. Ces animaux furent dressés autrefois par le peuple de la cité pour protéger les diamants, ils formaient une élite gardienne incorruptible. Après une bataille sanglante, Monroe, Karen et Peter, seuls rescapés, devront faire face à un ultime danger : une spectaculaire éruption volcanique qui engloutit la cité à tout jamais.
Le groupe rejoint la civilisation en montgolfière, tandis qu'Amy reste dans la jungle avec un groupe de gorilles de montagnes.

## Fiche technique
- Titre : Congo
- Réalisation : Frank Marshall
- Scénario : John Patrick Shanley, d'après le roman Congo de Michael Crichton
- Musique : Jerry Goldsmith
- Photographie : Allen Daviau
- Montage : Anne V. Coates
- Distribution des rôles : Allison Conwitt et Mike Fenton
- Création des décors : J. Michael Riva
- Décors plateau : Lisa Fischer
- Création des costumes : Marilyn Matthews
- Producteurs associés : Michael Backes et Paul Deason
- Producteurs exécutifs : Frank Marshall et Frank Yablans
- Producteur : Kathleen Kennedy
- Maquillage : Matthew W. Mungle (en) (maquilleur),  Jacques-Olivier Molon (maquillage effets spéciaux),  Judith A. Cory (en) (superviseur coiffure),  Johanna Pizzo (technicien lentilles) et Christina Smith (en) (superviseur)
- Assistants réalisation : M. James Arnett, Mark Cotone, Katterli Frauenfelder, Laura Nisbet et Stan Winston
- Société de production : The Kennedy/Marshall Company et Paramount Pictures
- Sociétés de distribution : Paramount Pictures (États-Unis) ; United International Pictures (France))
- Budget : 50 millions de dollars
- Pays de production :  États-Unis
- Langue originale : anglais
- Format : Couleur (Deluxe)
- Durée : 109 minutes
- Genre : aventure
- Date de sortie en salles :
  - États-Unis : 9 juin 1995
  - France : 9 août 1995

## Distribution
- Laura Linney  (VF : Stéphanie Murat) : le Dr Karen Ross
- Dylan Walsh  (VF : Jean-Philippe Puymartin) : le Dr Peter Elliot
- Ernie Hudson  (VF : Mario Santini) : Monroe Kelly
- Tim Curry (VF : Julian Negulesco) : Herkermer Homolka
- Grant Heslov (VF : Daniel Lafourcade) : Richard
- Joe Don Baker (VF : Patrick Messe)  : R. B. Travis
- Lorene Noh : Amy
- Mary Ellen Trainor : Moira
- Misty Rosas : Amy the Gorilla
- Stuart Pankin : Boyd
- Carolyn Seymour : Eleanor Romy
- James Karen  (VF : Yves Barsacq) : le président de l'université
- John Hawkes : Bob Driscoll
- Jimmy Buffett : le pilote du 727
- Thom Barry : Samahani
- Bruce Campbell  (VF : Patrick Borg) : Charles Travis
- Taylor Nichols (VF : Philippe Peythieu) : Jeffrey Weems
- Adewalé : Kahega, chef porteur de la tribu Kikuyu
- Delroy Lindo : le capitaine Wanta (non crédité)
- Joe Pantoliano (VF : Gilbert Levy)  : Eddie Ventro (non crédité)

## Production

### Pré-production
Bruce Campbell (Evil Dead), qui joue Charles Travis, avait auditionné pour le rôle de Peter Elliot. Aussi, Hugh Grant et Robin Wright ont décliné l'offre de jouer dans le film.
Premier véritable rôle au cinéma, après avoir connu des seconds rôles mis à part dans le feuilleton télévisé Les Chroniques de San Francisco, pour Laura Linney, l'actrice principale du film, qui attendra les rôles qu'elle obtient dans Peur primale de Gregory Hoblit (1996) et The Truman Show de Peter Weir (1998) pour qu'elle connaisse enfin le succès au cinéma.

### Tournage
Le tournage a eu lieu du 26 septembre 1994 au 17 février 1995 au Costa Rica, Tanzanie, en Californie, en Ouganda et au Kenya.

## Sortie et accueil
Le film est largement mal reçu par la critique, recueillant 20 % d'avis favorables sur le site Rotten Tomatoes, basé sur 50 critiques collectées et une note de 2,8⁄10. Dans son consensus, le site note que « Enlisé dans des effets visuels kitsch et des personnages sans charme, Congo est une aventure sans suspense qui trahit peu de curiosité à l'égard des concepts scientifiques qu'elle prétend intéresser ». Sur le site Metacritic, il obtient un score de 24⁄100, basé sur 19 critiques collectées.
Le long-métrage démarre à la première place au box-office américain en rapportant 24 642 539 $ de recettes lors de son premier week-end d'exploitation, résultat qui a surpris l'industrie cinématographique après que les projections avaient estimés un démarrage entre 13 et 15 millions $,. Le cadre supérieur de Paramount à l'époque de la sortie du film, Barry London, a déclaré qu'il ne s'attendait pas à un week-end aussi fort, mais explique que Congo « a été aidé en partie par le nom de Crichton et par des éléments de marketing et de promotion qui comprenaient des publicités sur Internet, des bandes-annonces et des liens Pepsi/Taco Bell ». En fin d'exploitation, il a engrangé 81 022 333 $ de recettes sur le territoire américain. À l'international, Congo totalise 71 000 000 $, pour un cumul mondial à 152 022 333 $, ce qui est un succès commercial au vu de son budget de production de 50 000 000 $.
En France, l'accueil est plus modeste avec 545 452 entrées en fin d'exploitation au box-office.

## Distinctions
- 1995 : Ernie Hudson récompensé du Universe Reader's Choice Award Best Supporting Actor in a Genre Motion Picutre au Sci-Fi Universe Magazine, USA
- 1996 : Nomination au Saturn Award du meilleur réalisateur pour Frank Marshall, au meilleur film de science-fiction, et aux meilleurs effets spéciaux de Scott Farrar (en), Stan Winston et Michael Lantieri (en) au Academy of Science Fiction, Fantasy & Horror Films, USA
- 1996 : Jerry Goldsmith récompensé du BMI Film Music Award au BMI Film & TV Awards
- 1996 : Nomination Blimp Award Favourite Animal Star pour "Amy the Gorilla" au Kids' Choice Awards, USA
- 1996 : Nominations aux Razzie Awards dans la catégorie du mauvais réalisateur (Frank Marshall), mauvaise nouvelle star (Amy the talking Gorilla), mauvaise musique originale (Jerry Goldsmith, Lebo M. (en)) pour la musique (Feel The) Spirit of Africa, "Worst Picture" pour Kathleen Kennedy et Sam Mercer, mauvais scénario pour John Patrick Shanley, mauvais acteur pour Tim Curry et mauvaise actrice pour "Amy the Talking Gorilla".

## Jeux vidéo
Le film a été adapté sous la forme de plusieurs jeux vidéo :
- Congo The Movie: Descent into Zinj sur PC et Mac.
- Congo The Movie: The Lost City of Zinj sur Saturn.

Un jeu été prévu sur Super Nintendo et Mega Drive mais a été annulé.

## Différences entre le roman et le film
Congo est une adaptation d'un roman de Michael Crichton sorti en 1980. Parmi les différences entre le roman et le film :
- Karen Ross ne va pas au Congo dans le but de récupérer les diamants, mais pour sauver son fiancé Charles Travis, le fils de son propre patron.
- Le personnage de Herkermer Homolka, philanthrope roumain excentrique, a été complètement inventé pour les besoins du scénario. De même que Richard, l'associé du Dr.Elliot.
- Amy ne communique plus seulement par la langue des signes américaine (Ameslan) mais par une technologie vocale lui permettant de «dialoguer» directement avec les humains.
- La course aux diamants entre les américains et les japonais a complètement disparu dans l'intrigue du film, de même que l'obsession de Ross pour le calcul d'itinéraire et l'attaque de tribus cannibales dans le roman.
- Charles Munro, un européen de sang écossais dans le roman, devient dans le film Monro Kelly, un mercenaire d'origine africaine auquel l'acteur Ernie Hudson prête ses traits.
- La fin du film ne voit pas l'ensevelissement de la cité perdue à cause de la cupidité de Karen Ross qui place des charges explosives, mais de l'éruption naturelle du volcan surplombant la cité